# Velika Jazbina
Velika Jazbina – wieś w Chorwacji, w żupanii zagrzebskiej, w mieście Samobor. W 2011 roku liczyła 258 mieszkańców.